# Herregårde i Randers Amt
Herregårde i Randers Amt
 Randers Amt (før 1970)

## Djurs Nørre Herred
- Meilgård – Glesborg Sogn
- Skærvad – Ginnerup Sogn
- Sostrup – Gjerrild Sogn
- Stensmark – Hammelev Sogn
- Østergaard – Fjellerup Sogn

## Djurs Sønder Herred
- Bjørnholm – Tirstrup Sogn
- Fævejle – Lyngby Sogn (Norddjurs Kommune)
- Hessel – Ålsø Sogn
- Høgholm – Tirstrup Sogn
- Ingvorstrup – Vejlby Sogn
- Katholm – Ålsø Sogn
- Lyngdalsgaard – Homå Sogn
- Lykkesholm – Lyngby Sogn (Norddjurs Kommune)
- Møllerup – Feldballe Sogn
- Næsgård – Vejlby Sogn
- Rugård – Rosmus Sogn

## Galten Herred
- Amdrupgård – Ødum Sogn
- Christianslund – Ørum Sogn
- Clausholm – Voldum Sogn
- Frisenvold – Ørum Sogn
- Kollerup – Hadbjerg Sogn
- Løjstrup – Laurbjerg Sogn

## Gjerlev Herred
- Demstrup – Råby Sogn
- Overgård – Udbyneder Sogn
- Sødringholm – Sødring Sogn
- Trudsholm – Kastbjerg Sogn

## Øster Lisbjerg Herred
- Kalø Hovedgård – Bregnet Sogn
- Rosenholm – Hornslet Sogn
- Skårupgård – Todbjerg Sogn
- Vosnæsgård – Skødstrup Sogn

## Mols Herred
- Iisgård – Tved Sogn
- Kvelstrup – Tved Sogn
- Lyngsbækgård – Dråby Sogn
- Rolsøgård – Rolsø Sogn
- Skærsø – Dråby Sogn

## Nørhald Herred
- Gjessinggård – Tvede Sogn

## Onsild Herred
- Kjellerup – Hem Sogn
- Skovsgård – Skjellerup Sogn
- Trinderup – Hvornum Sogn

## Rougsø Herred
- Estruplund – Estruplund Sogn
- Holbækgård – Holbæk Sogn
- Ingerslevgaard – Holbæk Sogn
- Lundballegaard – Estruplund Sogn
- Stenalt – Ørsted Sogn
- Tørslevgaard – Estruplund Sogn
- Udbygaard – Udby Sogn

## Støvring Herred
- Dronningborg – Dronningborg Sogn
- Støvringgård – Støvring Sogn

## Sønderhald Herred
- Essenbæk Kloster - Essenbæk Sogn
- Gammel Estrup – Fausing Sogn
- Hevringholm – Vivild Sogn
- Julianeholm – Vivild Sogn
- Løvenholm – Gjesing Sogn
- Gammel Ryomgård – Marie Magdalene Sogn
- Ny Ryomgård – Marie Magdalene Sogn
- Skaføgård – Hvilsager Sogn
- Sivested Odde – Koed Sogn
- Sofiekloster – Essenbæk Sogn
- Sorvad - Gjesing Sogn
- Tustrup – Hørning Sogn
- Vedø Hovedgård – Koed Sogn